# Tritonaclia kefersteinii
Tritonaclia kefersteinii is een vlinder uit de onderfamilie beervlinders (Arctiinae) van de familie der spinneruilen (Erebidae). De wetenschappelijke naam van de soort werd in 1882 gepubliceerd door Arthur Gardiner Butler.
De soort komt voor in Madagaskar.